# Samsung Galaxy S III
Samsung Galaxy S III (hoặc là Galaxy S3)  là mẫu điện thoại thông minh (smartphone) chạy nền hệ điều hành Android được thiết kế, phát triển và bán ra thị trường bởi tập đoàn Samsung. Galaxy S3 là sự kế thừa từ mẫu điện thoại di động Samsung Galaxy S II.
Thiết bị được phát hành ở châu Âu vào ngày 29 tháng 5 năm 2012, và ở Mỹ vào tháng 6, ở Ấn Độ vào ngày 31 tháng 5 năm 2012 và ở Đài Loan vào ngày 1 tháng 6 năm 2012.
Galaxy S III sử dụng trợ lý ảo cá nhân (S Voice), khả năng theo dõi chuyển động mắt (eye-tracking), và tăng bộ nhớ lưu trữ. Mặc dù hãng có công bố là SIII sẽ có phiên bản có sạc không dây, điều đó đã không bao giờ trở thành hiện thực. Tùy thuộc vào quốc gia, với 4,8-inch (120 mm) điện thoại thông minh đi kèm với bộ xử lý khác nhau và khả năng bộ nhớ RAM, và hỗ trợ 4G LTE. Thiết bị được phát hành với Android 4.0.4 "Ice Cream Sandwich" cài sẵn, sau đó được cập nhật lên Android 4.3 "Jelly Bean", và cũng có thể được cập nhật lên Android 4.4 "KitKat" trên các biến thể có 2 GB RAM. Kế nhiệm nó, Samsung Galaxy S4, được công bố vào ngày 14 tháng 3 năm 2013 và được phát hành một tháng sau đó.
Sau giai đoạn phát triển kéo dài 18 tháng, Samsung ra mắt chiếc S III vào ngày 3 Tháng 5 năm 2012. Thiết bị này đã được phát hành tại 28 quốc gia Châu Âu và Trung Đông vào ngày 29 tháng 5 năm 2012, trước khi được dần dần phát hành tại các thị trường lớn khác trong tháng 6 năm 2012. Trước ngày phát hành chính thức, 9 triệu đơn đặt hàng trước đã được đặt bởi hơn 100 cửa hàng trên toàn cầu. S III được phát hành bởi khoảng 300 nhà phát hành tại gần 150 quốc gia vào cuối tháng 7 năm 2012. Chỉ trong vòng 100 ngày đầu tiên phát hành, đã có hơn 20 triệu chiếc S III đã được bán ra, và tới tháng 4 năm 2013, con số lên đến hơn 50 triệu chiếc.Samsung đã bán được tổng cộng 70 triệu chiếc Galaxy S III.
Samsung Galaxy S III là thiết bị chính thức của Thế vận hội Mùa hè 2012. Một phiên bản đặc biệt của nó được trang bị ứng dụng thanh toán di động Visa payWare nhằm cung cấp đến các vận động viên và các nhà tài trợ bởi hai tập đoàn Visa Inc. và Samsung.
Vào tháng 4 năm 2014, sau khi phát hành flagship Galaxy S5, Samsung phát hành thêm một phiên bản làm mới của S III gọi là "Galaxy S3 Neo", phiên bản này sở hữu bộ vi xử lý lõi tứ Snapdragon 400 tốc độ 1,2 hoặc 1,4 GHz. Đi kèm là 1,5 GB RAM, 16 GB dung lượng bộ nhớ trong và được bán ra với Android 4.4.4 "KitKat".

## Lịch sử
Công việc thiết kế chiếc S III bắt đầu vào cuối năm 2010 dưới sự giám sát của Chang Dong-hoon (phó chủ tịch của Samsung và trưởng nhóm thiết kế Samsung Electronics). Ngay từ đầu, các nhóm thiết kế tập trung vào một xu hướng mà Samsung gọi là "Organic", thiết kế này muốn thiết kế điện thoại tiềm năng cần chứa đựng trong mình các yếu tố của tự nhiên như dòng chảy của nước và gió. Kết quả là chiếc SIII sở hữu những đường cong mềm mại và hiệu ứng "Water Lux" trên màn hình chủ: khi người dùng trượt hay chạm vào màn hình chủ, bọt nước và gợn sóng sẽ xuất hiện.
Trong suốt mười tám tháng thiết kế, Samsung thực hiện các biện pháp an ninh nghiêm ngặt và các thủ tục để duy trì tính bí mật của thiết kế cuối cùng cho đến khi ra mắt. Bộ phận thiết kế làm việc trên ba nguyên mẫu đồng thời và đều coi nó là thiết kế của nguyên mẫu cuối cùng trước khi ra mắt. Để làm được điều đó, họ đã phải nỗ lực thực sự, vì họ phải lặp lại một quy trình cho cả ba nguyên mẫu. Các nguyên mẫu này bị cấm chụp ảnh và được giữ trong một phòng thí nghiệm riêng biệt mà chỉ những nhà thiết kế cốt lõi mới có thể vào. Chúng đã được vận chuyển bởi các nhân viên đáng tin cậy của công ty, thay vì sử dụng dịch vụ của bên thứ ba. "Bởi vì chỉ chúng tôi được phép xem các sản phẩm còn những người khác thì không được," kỹ sư trưởng Lee Byung Joon giải thích. Ông cho biết thêm: "chúng tôi không thể gửi bức ảnh hoặc bản vẽ. Thật khó để mô tả chiếc SIII chỉ bằng từ ngữ." Mặc dù được bảo vệ bởi các biện pháp an ninh nghiêm ngặt như vậy, thông số kỹ thuật của một trong ba nguyên mẫu đã bị rò rỉ bởi trang web Tinhte đến từ Việt Nam, tuy nhiên cuối cùng nó không phải là thiết kế được chọn.
Các tin đồn trong các cửa hàng công cộng và phương tiện truyền thông nói chung liên quan đến thông số kỹ thuật của chiếc S III đã bắt đầu xuất hiện vào khoảng vài tháng trước khi ra mắt chính thức vào tháng 5 năm 2012. Trong tháng 2 năm 2012, trước sự kiện Mobile World Congress (MWC) ở Barcelona, có một tin đồn rằng chiếc SIII sẽ có bộ xử lý lõi tứ 1,5 GHz, màn hình độ phân giải Full HD 1080p (1080 × 1920 pixel), camera sau 12-megapixel và màn hình cảm ứng HD Super AMOLED Plus. Một tin đồn khác chính xác hơn cho rằng thông số kỹ thuật bao gồm 2 GB RAM, 64 GB bộ nhớ trong, 4G LTE, màn hình 4,8-inch (120 mm), với camera sau 8-megapixel, và máy dày 9 mm (0,35 in). Samsung xác nhận sự tồn tại của người kế nhiệm Galaxy S II vào ngày 5 Tháng 3 năm 2012, nhưng mãi đến cuối tháng 4 năm 2012 phó chủ tịch Robert Yi của Samsung mới khẳng định điện thoại đó được gọi là "Samsung Galaxy S III".

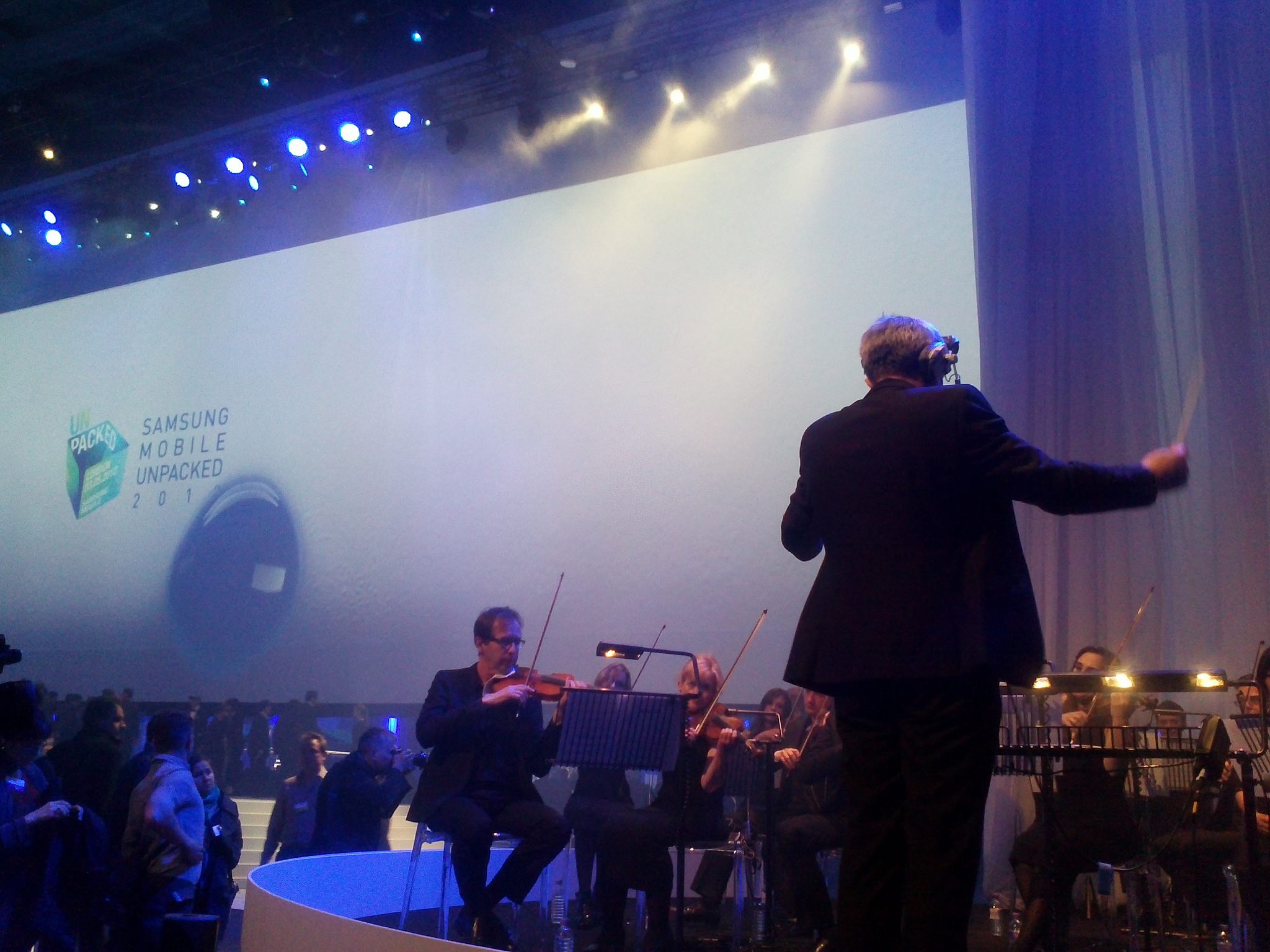
Ra mắt Samsung Galaxy S III tại Samsung Mobile Unpacked (3 tháng 5 năm 2012).

Sau khi mời các phóng viên vào giữa tháng tư, Samsung ra mắt Galaxy S III trong sự kiện Samsung Mobile Unpacked năm 2012 tại Trung tâm triển lãm Earls Court, London, Vương Quốc Anh, vào ngày 3 tháng 5 năm 2012, thay vì ra mắt sản phẩm trong hai sự kiện World Mobile Congress và Consumer Electronics Show (CES). Một cách giải thích cho quyết định này là vì Samsung muốn giảm thiểu thời gian trễ giữa lúc giới thiệu và thời điểm phát hành máy. Các bài phát biểu của sự kiện kéo dài một giờ được thực hiện bởi Loesje De Vriese, giám đốc Marketing của Samsung Bỉ.
Sau sự ra mắt của Galaxy S4 vào tháng 6 năm 2013, Samsung được báo cáo là đã kết thúc vòng đời của điện thoại sớm hơn so với dự kiến vì doanh số thấp và hợp lý hóa các hoạt động sản xuất.

## Tính năng

### Phần cứng và thiết kế

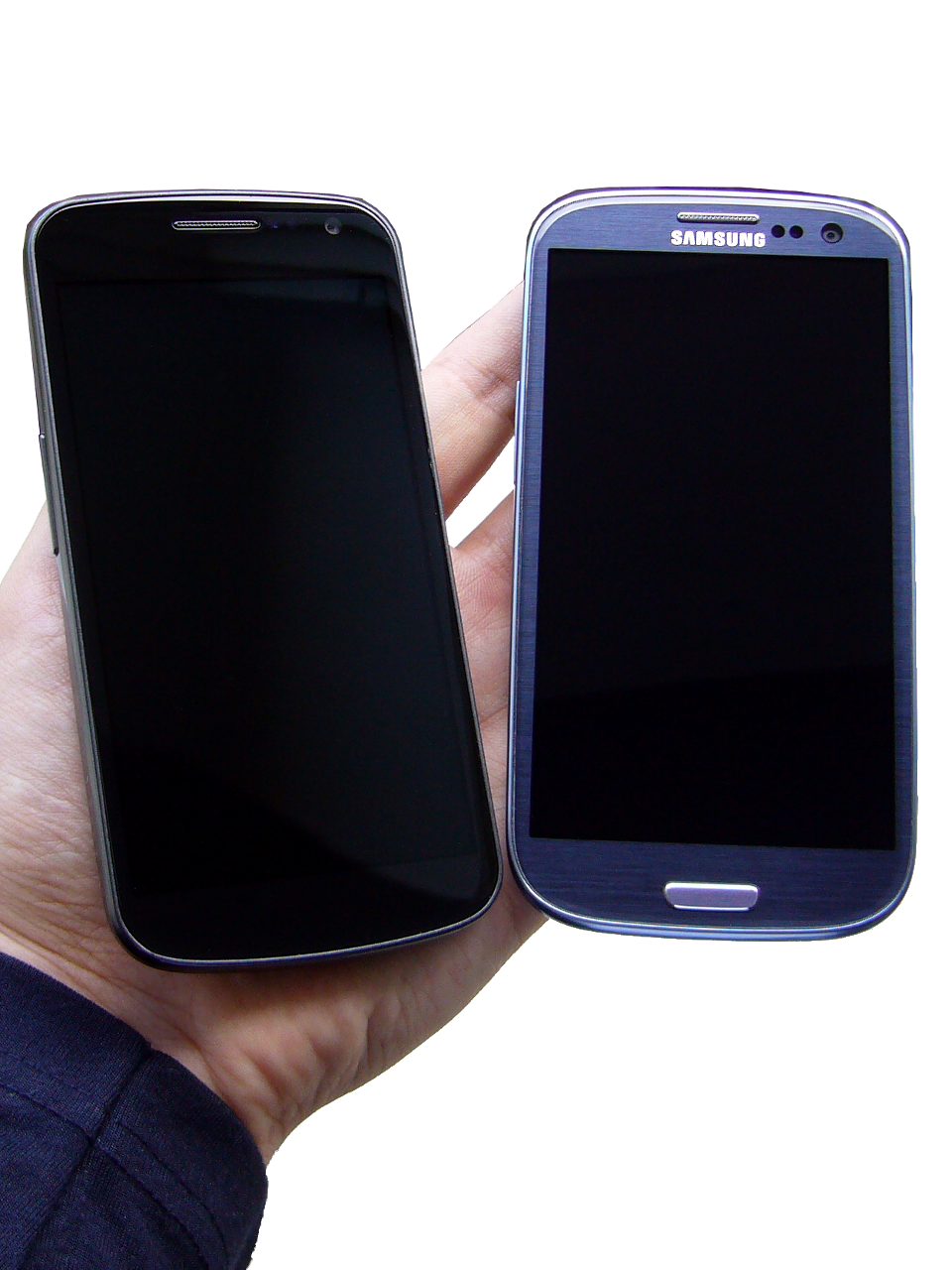
Galaxy Nexus (trái) và Galaxy S III (phải)

S III sử dụng khung máy bằng nhựa với các số đo 136,6 mm (5.38 in) ở chiều cao, 70,7 mm (2,78 in) ở chiều rộng và 8,6 mm (0,34 in) bề dày. Với kích thước trên, thiết bị nặng 133 gam (4,7 oz). Samsung đã bỏ thiết kế hình chữ nhật của Galaxy S và Galaxy S II, và thay vào đó là sự kết hợp giữa các góc bo tròn và các cạnh cong, gợi nhớ tới chiếc Galaxy Nexus. Thiết bị này đã có sẵn trong một số tùy chọn màu sắc: màu trắng, đen, xám, xám xanh, đỏ và nâu. Model màu "Garnet Red" đã được phát hành chỉ dành riêng cho nhà mạng AT&T của Mỹ vào ngày 15 Tháng 7 năm 2012.
S III có hai biến thể khác nhau với sự khác biệt chủ yếu là ở phần cứng bên trong. Các phiên bản quốc tế của S III sử dụng hệ thống Exynos Quad 4 của Samsung trên một (SoC) có vi xử lý lõi tứ ARM Cortex-A9 1,4 GHz và GPU ARM Mali-400 MP. Theo Samsung, Exynos 4 lõi tứ tăng gấp đôi hiệu năng của Exynos 4 lõi đôi được sử dụng trên S II, mà lại tiết kiệm được 20% điện năng khi sử dụng. Phiên bản khác của S III sử dụng SoC Snapdragon S4 của Qualcomm với CPU lõi kép Krait 1,5 GHz và GPU Adreno 225.
S III quốc tế, bán chính hãng ở Việt Nam, có Ram 1 GB, bộ nhớ trong 16 GB, máy có khả năng mở rộng bộ nhớ bằng thẻ microSDXC 64 GB, dùng mạng 3G. Hơn nữa, người dùng còn được tặng 50 GB dung lượng miễn phí trong hai năm trên Dropbox, tăng gấp đôi so với khuyến mãi của HTC cùng kỳ (chỉ 25 GB). S III bản Hàn hoặc bản Nhật có cấu hình cao hơn, Ram 2 GB, bộ nhớ trong 32 GB, có hỗ trợ 4G - LTE, có ăng - ten, được tặng kèm pin và dock sạc rời. Samsung có sự ưu ái hơn cho thị trường nội địa
Màn hình HD Super AMOLED của S III rộng 4,8 inch (120 mm). Với độ phân giải 720 × 1280 pixel (720p), 306 điểm ảnh trên mỗi inch (PPI, đơn vị đo mật độ điểm ảnh) là tương đối cao vào thời điểm đó. Màn hình hoạt động bằng loại bỏ một trong ba subpixels-đỏ, xanh lá cây và màu xanh trong mỗi điểm ảnh để tạo ra một ma trận hiển thị PenTile; do đó, nó không có hậu tố "Plus" trên màn hình Super AMOLED Plus của chiếc S II. Tấm kính dùng cho màn hình hiển thị là kính cường lực Gorilla Glass 2, ngoại trừ biến thể S3 Neo. Phần mềm của thiết bị bao gồm một tính năng gọi là "Smart Stay", trong đó sử dụng camera trước của thiết bị để phát hiện xem mắt của người dùng đang nhìn vào màn hình hay không, và ngăn màn hình tự động tắt nếu như người dùng vẫn nhìn vào màn hình. Tính năng này thực sự hữu ích với những người thường xuyên xem phim hoặc đọc báo.
Galaxy S III có camera sau 8-megapixel tương tự như camera trên chiếc Galaxy S II. Nó có thể chụp những ảnh ở độ phân giải 3264 × 2448 pixel và quay video ở độ phân giải 1920 x 1080 (1080p). Samsung đã rất cố gắng cải thiện phần mềm máy ảnh so với người tiền nhiệm của nó để bao gồm những tính năng chụp không trễ, thêm chế độ Burst và Best Shot, kết hợp với nhau để chụp một loạt ảnh trong thời gian cực ngắn để người dùng có thể chọn ra tấm ảnh họ ưng ý nhất. S III cũng cho phép người dùng chụp ảnh trong khi quay video. Ngoài ra, thiết bị cũng sở hữu camera trước 1.9-megapixel hỗ trợ quay video độ phân giải 720p. Camera của S III cũng có đèn flash LED và khả năng tự động lấy nét.
Ngoài màn hình cảm ứng 4.8-inch (120 mm), S III cũng sử dụng một số phím vật lý, bao gồm phím home nằm giữa bên dưới màn hình, cụm phím âm lượng ở cạnh trái và phím nguồn/khóa phía trên cạnh phải. Ở cạnh trên là jack cắm tai nghe 3,5 mm và một trong hai micro trên S III (micro còn lại nằm bên dưới phím home). S III được quảng cáo là có một cổng MHL có thể được sử dụng làm cổng micro-USB OTG, và để kết nối điện thoại với các thiết bị HDMI. Tuy nhiên, một nhà bán lẻ sau đó phát hiện ra rằng Samsung đã thực hiện một sửa đổi để chỉ các thiết bị điện tử làm riêng cho chiếc S III mới có thể sử dụng.
Pin Li-ion 2100 mAh trên Galaxy S III được cho là có thời gian chờ lên tới 790 giờ hoặc 11 giờ đàm thoại trên mạng 3G, còn với mạng 2G thì con số lên tới 900 giờ ở chế độ chờ và 21 giờ ở chế độ đàm thoại. Kết nối giao tiếp tầm gần (NFC) được tích hợp vào pin, cho phép người dùng chia sẻ các thông tin điều hướng trên bản đồ và video YouTube một cách nhanh chóng sử dụng Wi-Fi Direct (thông qua Android Beam), và thực hiện "thanh toán-không-chạm" tại các cửa hàng đặc biệt được trang bị máy tính tiền có sử dụng NFC. Pin có thể được sạc không dây sử dụng một pad sạc đặc biệt (được bán riêng) sử dụng cộng hưởng từ để tạo ra một từ trường có thể chuyển giao dòng điện.
CNET TV đã thử độ bên một chiếc S III bằng cách làm lạnh nó xuống 24 °F (-4 °C), đặt nó trong một hộp cách nhiệt và làm nóng đến 190 °F (88 °C), và nhấn chìm nó trong nước. Tuy điều kiện kiểm tra khắc nghiệt, chiếc S III sống sót qua cả ba bài kiểm tra. Chiếc điện thoại này cũng đã không thể hiện bất kỳ vết trầy xước nào khi người ta dùng chìa khóa để vạch nhiều lần lên màn hình. Tuy nhiên, Android Authority sau đó thực hiện một thử nghiệm thả rơi với mục đích so sánh S III và iPhone 5. Màn hình của S III vỡ trong thử nghiệm thả thứ hai, trong khi chiếc iPhone chỉ bị một vết rạn nhỏ và vết trầy xước trên khung hợp kim loại sau ba bài kiểm tra thả rơi.

### Phần mềm và dịch vụ
{{Thông tin thêm: Android, TouchWiz, and S Voice}}

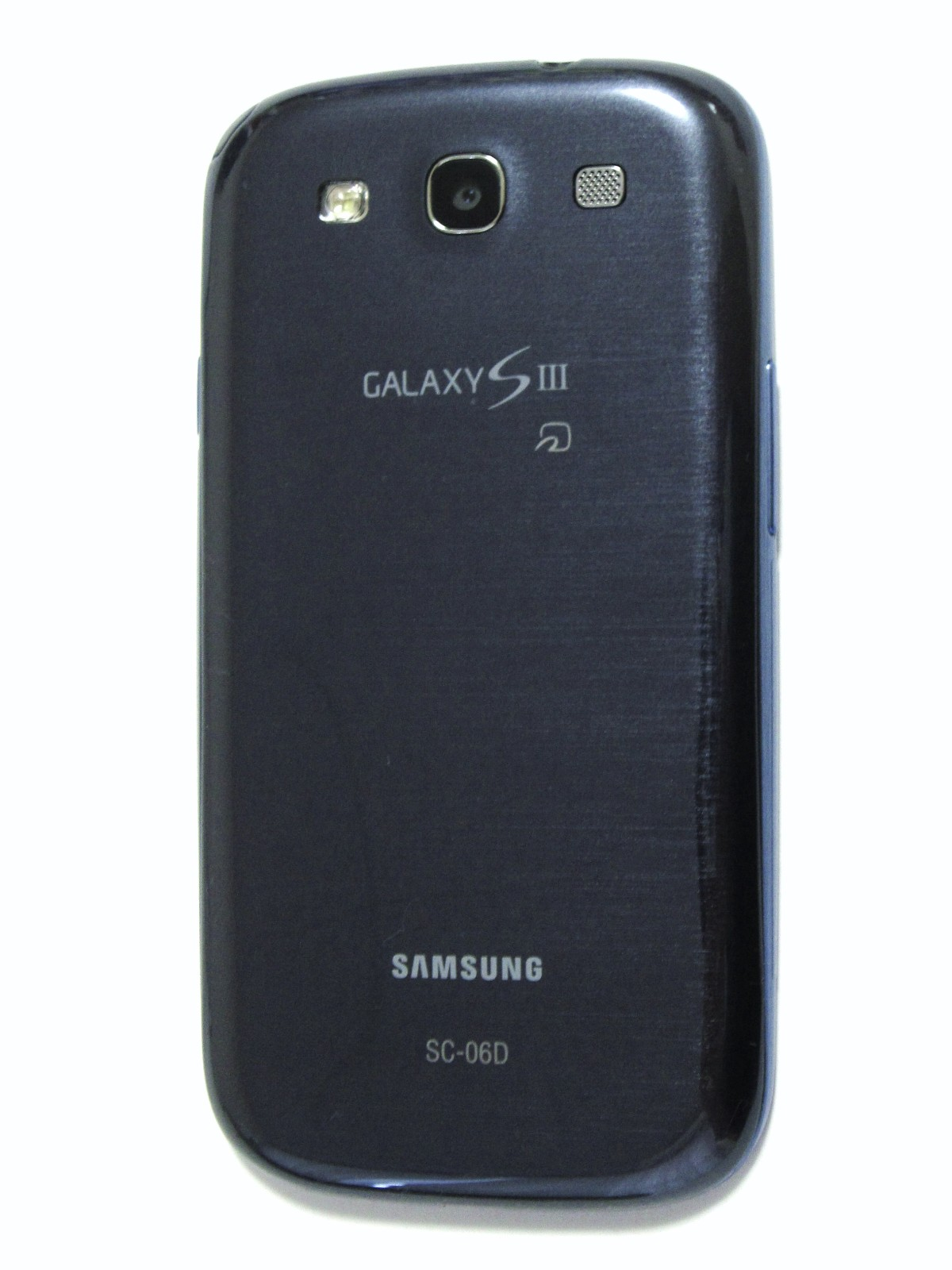
Mặt sau của chiếc Galaxy S III Nhật Bản (mã SC-06D)

Galaxy S III chạy hệ điều hành Android, một hệ điều hành di động mã nguồn mở dựa trên Linux, phát triển bởi Google và giới thiệu thương mại vào năm 2008. Trong số các tính năng khác, phần mềm cho phép người sử dụng để duy trì màn hình chủ tùy biến có thể chứa các phím tắt cho các ứng dụng và widget để hiển thị thông tin. Bốn phím tắt của bốn ứng dụng thường xuyên sử dụng nhất có thể được ghim trên một dock ở dưới cùng của màn hình; nút ở trung tâm của dock là nút mở ngăn kéo ứng dụng (App Drawer), hiển thị một trình đơn chứa tất cả các ứng dụng được cài đặt trên thiết bị. Khu vực thông báo (Notifications) truy cập bằng cách kéo từ phía trên cùng của màn hình xuống cho phép người dùng xem các thông báo nhận được từ các ứng dụng khác, và có công tắc bật tắt cho các chức năng thường được sử dụng (thường là đèn pin, wifi, mạng di động, khóa xoay, độ sáng...). Ứng dụng cài sẵn cũng cung cấp các dịch vụ khác nhau của Google. S III sử dụng giao diện người dùng đồ họa (GUI) TouchWiz độc quyền của Samsung. Phiên bản "Nature" được sử dụng bởi S III mang nhiều tính "organic" hơn so với các phiên bản trước đó, và chứa các yếu tố tương tác nhiều hơn như là hiệu ứng gợn nước trên màn hình khóa. Để bổ sung cho các giao diện TouchWiz, và như là một phản ứng đáp trả với Siri của Apple, điện thoại cũng đi kèm với S Voice, trợ lý cá nhân thông minh của Samsung. S Voice có thể nhận ra tám ngôn ngữ bao gồm tiếng Anh, tiếng Hàn, tiếng Ý và tiếng Pháp. Dựa trên Vlingo, S Voice cho phép người sử dụng điều khiển 20 chức năng bằng giọng nói như chơi một bài hát, thiết lập báo thức, hoặc kích hoạt chế độ lái xe; nó dựa trên Wolfram Alpha cho các tìm kiếm trực tuyến.
Ban đầu, S III xuất xưởng với Android 4.0.4, có tên là "Ice Cream Sandwich" (đã trở thương mại hóa vào tháng 3năm 2012 với Nexus S và Galaxy Nexus). Ice Cream Sandwich sở hữu giao diện người dùng tinh tế, và mở rộng khả năng của máy ảnh, tính năng bảo mật và kết nối. Vào giữa tháng 6 năm 2012, Google ra mắt Android 4.1 "Jelly Bean", trong đó sử dụng Google Now, một trợ lý ảo tương tự như S Voice, ngoài ra còn một số nâng cấp hoặc chỉnh sửa khác. Samsung tung ra bản Jelly Bean cho S III với một số thay đổi về phần cứng ở một số thị trường. Bản cập nhật Jelly Bean bắt đầu tung ra ở một số nước được lựa chọn châu Âu, và T-Mobile tại Mỹ vào tháng 11 năm 2012. Một tháng sau đó, Samsung bắt đầu tung ra Android 4.1.2 Jelly Bean cho phiên bản quốc tế. Trong tháng 12 năm 2013, Samsung đã bắt đầu tung ra Android 4.3 cho S III, bổ sung một vài tính năng từ giao diện người dùng của Galaxy S4, và hỗ trợ cho SmartWatch cũng như Samsung Galaxy Gear. Tháng 3 năm 2014, Samsung bắt đầu triển khai việc cập nhật Android 4.4.2 KitKat cho các biến thể của S III có RAM 2 GB.
Ngoài S Voice, Samsung đã thực hiện phần lớn các chiến dịch tiếp thị cho S III hướng đến các tính năng "thông minh", tạo điều kiện tương tác với con người của thiết bị. Các tính năng này bao gồm: "Direct Call (Gọi trực tiếp)", hoặc khả năng nhận ra việc người dùng muốn nói chuyện với ai đó thay vì gửi tin nhắn khi họ ốp điện thoại vào tai; "Social Tag", một chức năng giúp người dùng xác định và đánh dấu người quen trong một bức ảnh để chia sẻ hình ảnh với họ; và "Pop Up Play", cho phép người dùng chơi một video trong khi đang sử dụng một ứng dụng khác. Ngoài ra, S III có thể chiếu màn hình của nó với một màn hình lớn hoặc sử dụng như một bộ điều khiển từ xa (AllShare Cast and Play) và chia sẻ ảnh với những người được gắn thẻ (Buddy Photo Share).
Galaxy S III có thể mở và chơi các định dạng phương tiện truyền thông truyền thống như âm nhạc, phim ảnh, chương trình truyền hình, audiobook và podcast, và sắp xếp thư viện theo thứ tự alphabet của tên bài hát, nghệ sĩ, album, danh sách nhạc, thư mục, và thể loại. Một tính năng đáng chú ý của máy nghe nhạc trên S III là Music Square, trong đó phân tích cường độ của một bài hát và xếp hạng bài hát theo tâm trạng để người dùng có thể nghe các bài hát theo trạng thái cảm xúc hiện tại của họ. Trên thiết bị này, Samsung cũng giới thiệu Music Hub, một cửa hàng âm nhạc trực tuyến được cung cấp bởi 7Digital với một danh mục hơn 19 triệu bài hát.
S III là mẫu smartphone đầu tiên hỗ trợ Voice Over LTE với việc giới thiệu các dịch vụ HD Voice tại Hàn Quốc. Thiết bị cho phép gọi video sử dụng camera trước 1.9 MP, và với sự hỗ trợ codec APTX, cải thiện khả năng kết nối Bluetooth, tai nghe. Việc nhắn tin trên S III không có tính năng quan trọng mới nào so với S II. Tính năng Speech-to-text đ ược hỗ trợ bởi Vlingo và phần công cụ hỗ trợ nhận dạng giọng nói của Google. Không giống như các thiết bị Android khác, có vô số các ứng dụng nhập liệu của bên thứ ba để bổ sung cho bàn phím gốc trên Galaxy S III.
Ngày 18 tháng 6 năm 2012, Samsung công bố rằng S III sẽ có một phiên bản với phần mềm tối ưu cho doanh nghiệp theo thỏa thuận của chương trình doanh nghiệp (SAFE), một sáng kiến tạo thuận lợi cho việc sử dụng các thiết bị của mình cho các trường hợp "mang thiết bị riêng của mình" vào môi trường làm việc. Các phiên bản doanh nghiệp của S III sẽ hỗ trợ mã hóa bit AES-256, VPN và chức năng quản lý thiết bị di động, và Microsoft Exchange ActiveSync. Nó được dự kiến được phát hành tại Hoa Kỳ vào tháng 7 năm 2012. Phiên bản doanh nghiệp được dự kiến sẽ thâm nhập vào thị trường kinh doanh chủ yếu của BlackBerry, sau khi phát hành phiên bản doanh nghiệp tương tự của chiếc Galaxy Note, Galaxy S II và dòng máy tính bản Galaxy Tab.
Một phiên bản riêng "Developer Edition" của S III đã được làm sẵn từ cổng phát triển của Samsung. Nó đi kèm với một bộ nạp khởi động (bootloader) đã được mở khóa để cho phép người dùng chỉnh sửa phần mềm của điện thoại.

## Đón nhận

### Trên góc nhìn thương mại
Theo một quan chức giấu tên của Samsung đề cập đến kinh tế Hàn Quốc hàng ngày, chiếc S III nhận được hơn 9 triệu đơn đặt hàng trước từ 100 nhà phân phối trong suốt hai tuần sau ngày ra mắt tại London, khiến nó trở thành thiết bị cầm tay bán chạy nhất trong lịch sử. Trong khi đó, iPhone 4S chỉ nhận được 4 triệu đơn đặt hàng trước trước khi ra mắt, trong khi flagship trước đây của Samsung, S II, có 10 triệu máy xuất xưởng trong vòng năm tháng. Trong vòng một tháng sau khi ra mắt, trang đấu giá và bán hàng eBay ghi nhận một sự gia tăng lên tới 119% trong doanh số bán điện thoại Android cũ. Theo một phát ngôn viên của eBay, đây là "lần đầu tiên một sản phẩm không phải của Apple làm dấy lên như một cơn sốt bán hàng."
S III được phát hành tại 28 quốc gia ở châu Âu và Trung Đông vào ngày 29 Tháng 5 năm 2012. Để giới thiệu flagship của mình, Samsung bắt tay với một tour du lịch kéo dài một tháng toàn cầu đưa S III đến 9 thành phố, bao gồm Sydney, New Delhi và các thành phố khác ở Trung Quốc, Nhật Bản, Hàn Quốc và Hoa Kỳ.
S III đã giúp Samsung củng cố thị phần tại một số nước như Ấn Độ, nơi mà Samsung dự kiến sẽ nắm bắt được 60% của thị trường điện thoại thông minh nước này, cải thiện hơn so với 46% như trước đó. Trong vòng một tháng phát hành, Samsung đã có 60% thị phần ở Pháp, và kiểm soát hơn 50% thị trường điện thoại thông minh của Đức và Ý. Trong khoảng thời gian tương tự, S III giúp tăng thị phần của Samsung tại Anh Quốc với hơn 40%, trong khi làm giảm của iPhone 4S 25% về còn 20% trong nước. S III được dự kiến sẽ được phát hành tại Bắc Mỹ vào ngày 20 tháng 6 năm 2012, nhưng do nhu cầu cao, một số nhà phân phối tại Mỹ và Canada đã phải trì hoãn việc phát hành một vài ngày, trong khi một số nhà phân phối khác hạn chế thị trường khi ra mắt. Sự kiện ra mắt S III tại Mỹ S đã diễn ra tại thành phố New York, được tổ chức bởi nữ diễn viên Chạng vạng là Ashley Greene và có sự tham dự của nghệ sĩ dubstep Skrillex, người đã biểu diễn tại Skylight Studios.
Samsung dự kiến đến cuối tháng 7 năm 2012, S III sẽ được phát hành bởi 296 nhà phân phối lớn tại 145 quốc gia, và họ sẽ bán được hơn 10 triệu máy. Shin Jong-kyun, chủ tịch mảng truyền thông di động của Samsung, công bố vào ngày 22 tháng 7 rằng doanh số đã vượt quá 10 triệu. Theo đánh giá của công ty dịch vụ tài chính ngân hàng Thụy Sĩ UBS, Samsung đã bán được 5-6 triệu đơn vị điện thoại trong quý thứ hai của năm 2012 và sẽ xuất xưởng 10-12 triệu điện thoại di động mỗi quý trong suốt phần còn lại của năm. Một dự báo thậm chí còn cao hơn bởi nhóm ngân hàng tại Paris BNP Paribas cho biết 15 triệu đơn vị sẽ được xuất xưởng trong quý thứ ba của năm 2012, trong khi công ty tư vấn tài chính Nhật Bản Nomura nghĩ rằng vào quý đó daonh số cao nhất là lên tới khoảng 18 triệu. Doanh số của S III được ước tính là đầu 40 triệu vào cuối năm ấy. Để đáp ứng nhu cầu, Samsung đã thuê 75.000 công nhân, và nhà máy tại Hàn Quốc được vận hành ở công suất đỉnh của nó là 5 triệu đơn vị điện thoại mỗi tháng.
Vào ngày 6 Tháng 9 năm 2012, Samsung đã tiết lộ rằng doanh số của S III đã đạt mốc 20 triệu trong ngày, khiến nó bán chạy gấp ba lần S II và sáu lần so với Galaxy S. Châu Âu chiếm hơn 25 phần trăm trong con số này với khoảng 6 triệu máy bán ra, tiếp theo là châu Á (4,5 triệu) và châu Mỹ (4 triệu). Tại Hàn Quốc, sân nhà của Samsung, 2,5 triệu chiếc S III đã được tiêu thụ. Trong suốt khoảng thời gian công bố của Samsung, doanh số của S III đã vượt xa iPhone 4S tại thị trường Mỹ.
Trong quý thứ ba của năm 2012, thành công lớn đã đến với Samsung: hơn 18 triệu đơn vị S III được xuất xưởng, khiến nó trở thành điện thoại thông minh phổ biến nhất vào thời điểm đó (Apple chỉ bán được 16,2 triệu chiếc iPhone 4s). Dẫu vậy, một số nhà phân tích suy luận rằng sự sụt giảm trong doanh số bán iPhone chỉ là tâm lý muốn đợi iPhone 5 của người dùng.
Tính đến tháng 5 năm 2014, Samsung đã bán được khoảng 60 triệu chiếc S III. Vào tháng 4 năm 2015, tổng số lượng bán ra được báo cáo là khoảng 70 triệu.
Ngày 11 tháng 10 năm 2012, Samsung công bố Galaxy S III Mini, một chiếc phiên bản S III với cấu hình thấp hơn tuy nhiên vẫn sở hữu toàn bộ tính năng trên S III.

### Những đón nhận quan trọng
Sau khi phát hành, một số nhà phê bình và các ấn phẩm đã thực hiện đề cập đến S III, gọi nó là "iPhone killer", đáp ứng với nhận thức của khách hàng Apple. Sử dụng tên hiệu riêng của mình để sử dụng hệ điều hành Android - đối thủ chính của Apple iOS - cũng như thiết kế của S III và những tính năng mà đối thủ iPhone 4S không có, như Smart Stay, màn hình lớn, vi xử lý lõi tứ, tùy biến Android, và vô số các lựa chọn kết nối.
S III là chiếc điện thoại Android đầu tiên có giá khởi điểm cao hơn so với iPhone 4S tính từ lúc sản phẩm của Apple được phát hành vào năm 2011. Tim Weber, biên tập viên kinh doanh của BBC nhận xét về S III: "Với chiếc Galaxy S3 mới, họ (Samsung) đã sắp xếp rõ ràng để tiến lên phía trước trong lĩnh vực điện thoại thông minh, đi trước Apple hùng mạnh."

## Tố tụng
Vào ngày 5 tháng 6 năm 2012, Apple đã đệ đơn xin lệnh cấm sơ bộ tại Tòa án Quận Bắc California tại Hoa Kỳ để chống lại Samsung Electronics, tuyên bố rằng S III đã vi phạm ít nhất hai trong số các bằng sáng chế của công ty. Apple đã yêu cầu tòa án bao gồm điện thoại trong cuộc chiến pháp lý hiện có của họ đối với Samsung, và yêu cầu lệnh cấm bán hàng cho S III trước kế hoạch ra mắt 21 tháng 6 năm 2012 tại Mỹ. Apple đã cáo buộc là "sẽ gây ra tác hại trước mắt và không thể khắc phục" để phục vụ lợi ích thương mại của họ. Samsung phản ứng bằng cách tuyên bố sẽ "mạnh mẽ phản đối các yêu cầu và chứng minh với tòa rằng Galaxy S3 là sự sáng tạo và khác biệt", và trấn an công chúng rằng ngày 21 tháng 6 buổi phát hành sẽ tiến hành theo đúng kế hoạch. Vào ngày 11 tháng 6, thẩm phán Lucy Koh nói rằng tuyên bố của Apple lịch trình làm việc của cô bị quá tải, vì cô ấy cũng sẽ giám sát việc thử nghiệm các thiết bị khác của Samsung; do đó, Apple đã phải từ bỏ yêu cầu của mình trong việc ngăn chặn buổi phát hành S III ngày 21 tháng 6.
Tháng bảy năm 2012, Samsung xóa bỏ các tính năng tìm kiếm phổ quát trên các model Sprint và AT & T S với bản cập nhật over-the-air (OTA) như là một "biện pháp phòng ngừa" trước khi xét xử tòa án bằng sáng chế với Apple, bắt đầu vào ngày 30 tháng 7 năm 2012. Mặc dù Apple đã thắng phiên tòa, S III lại có được một doanh số bán hàng ấn tượng vì công chúng tin rằng điện thoại sẽ bị cấm. Ngày 31 Tháng 8 năm 2012, Apple tiếp tục yêu cầu tòa án liên bang tương tự thêm S III vào đơn khiếu nại, cho rằng S III đã vi phạm bằng sáng chế của họ. Samsung phản bác với tuyên bố: "Apple tiếp tục phải nghỉ ngơi để tranh chấp trên thị trường cạnh tranh trong nỗ lực hạn chế sự lựa chọn của người tiêu dùng".